# La Possession
La Possession – miasto w Reunionie (departament zamorski Francji). Według danych INSEE w 2019 roku liczyło 33 405 mieszkańców.

## Miasta partnerskie
- Antanifotsy, Madagaskar
- Barakani, Francja
- Foshan, Chińska Republika Ludowa
- Port Louis, Mauritius
- Villeneuve-d’Ascq, Francja

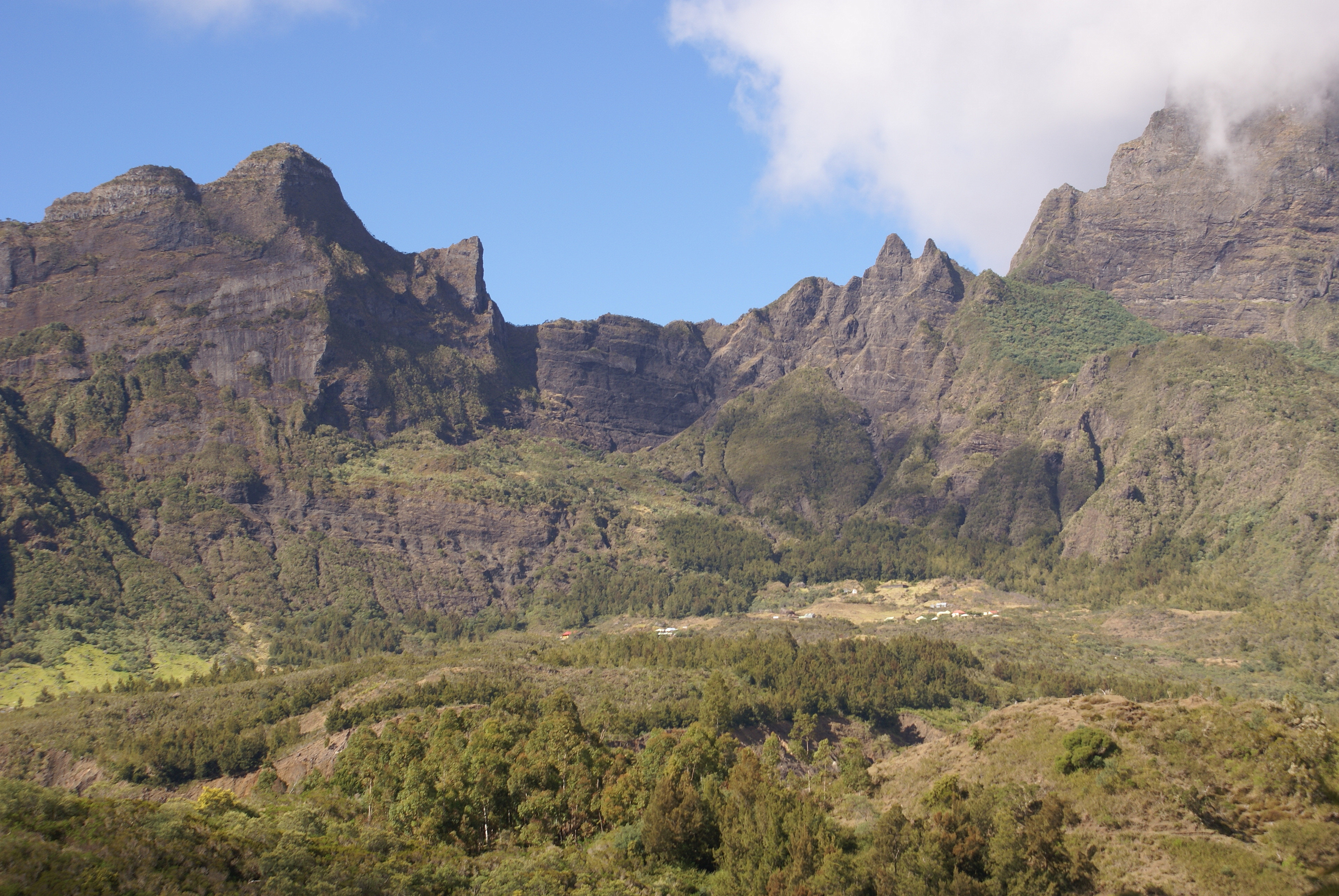
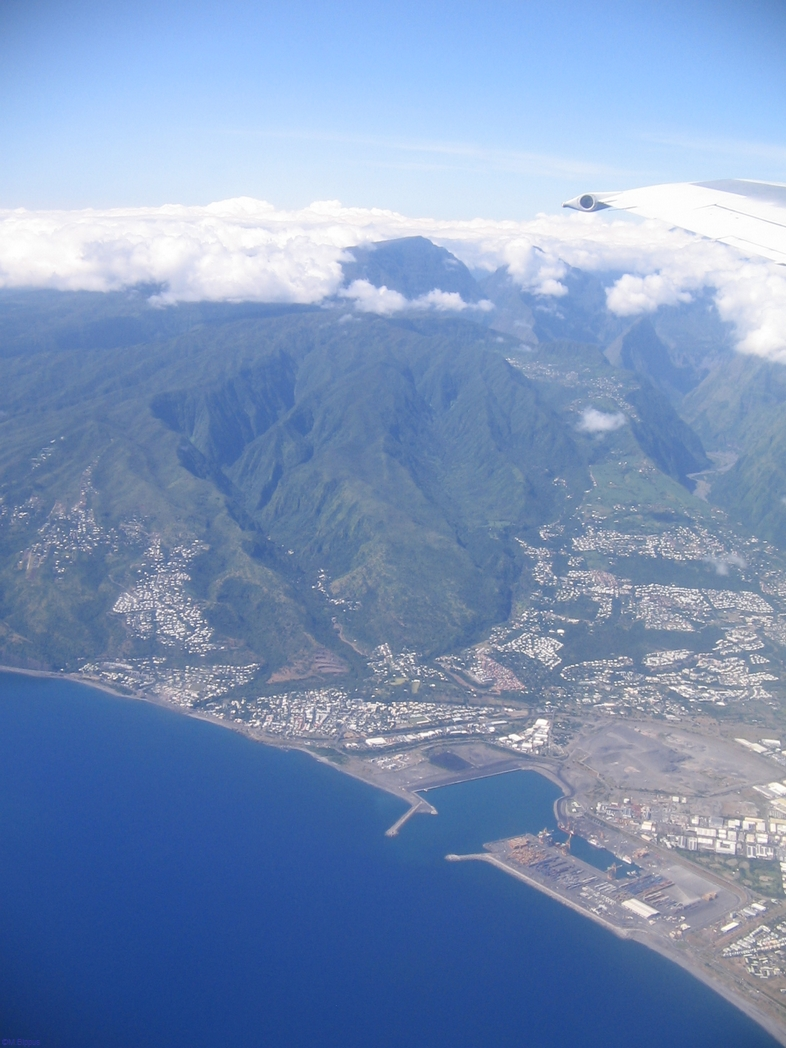
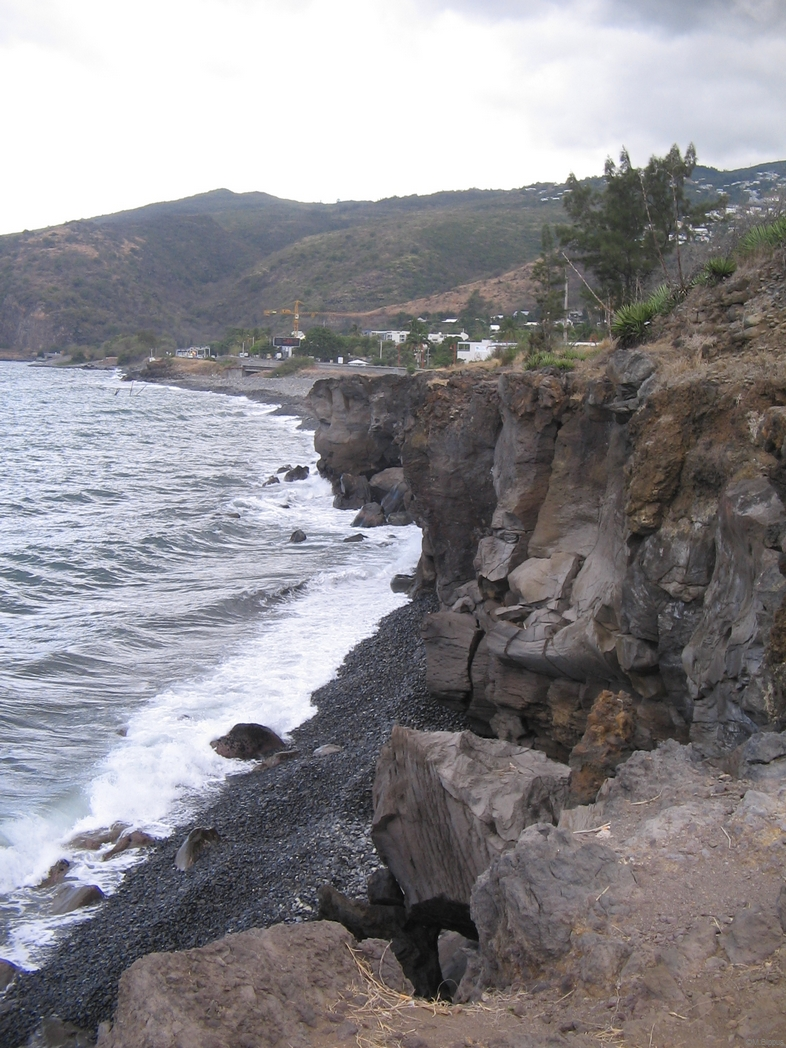
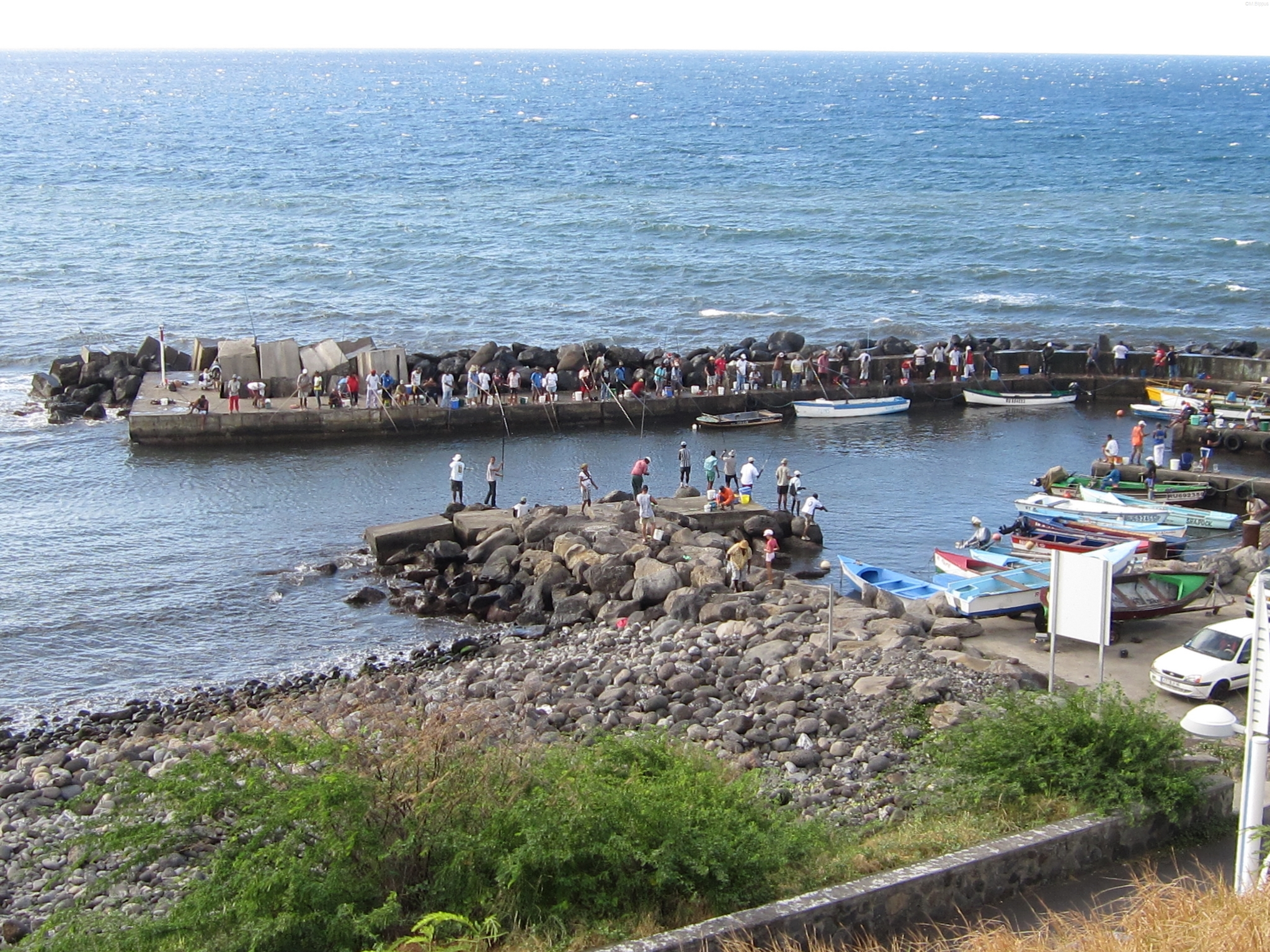
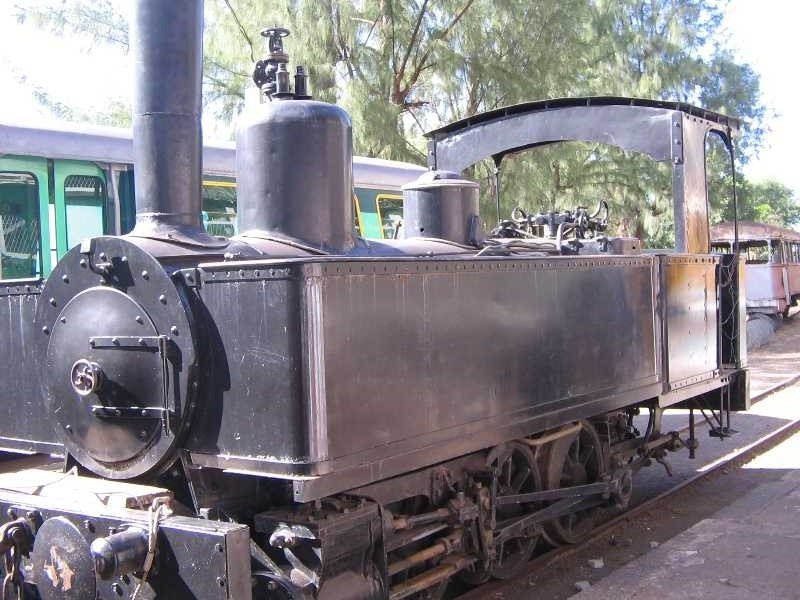
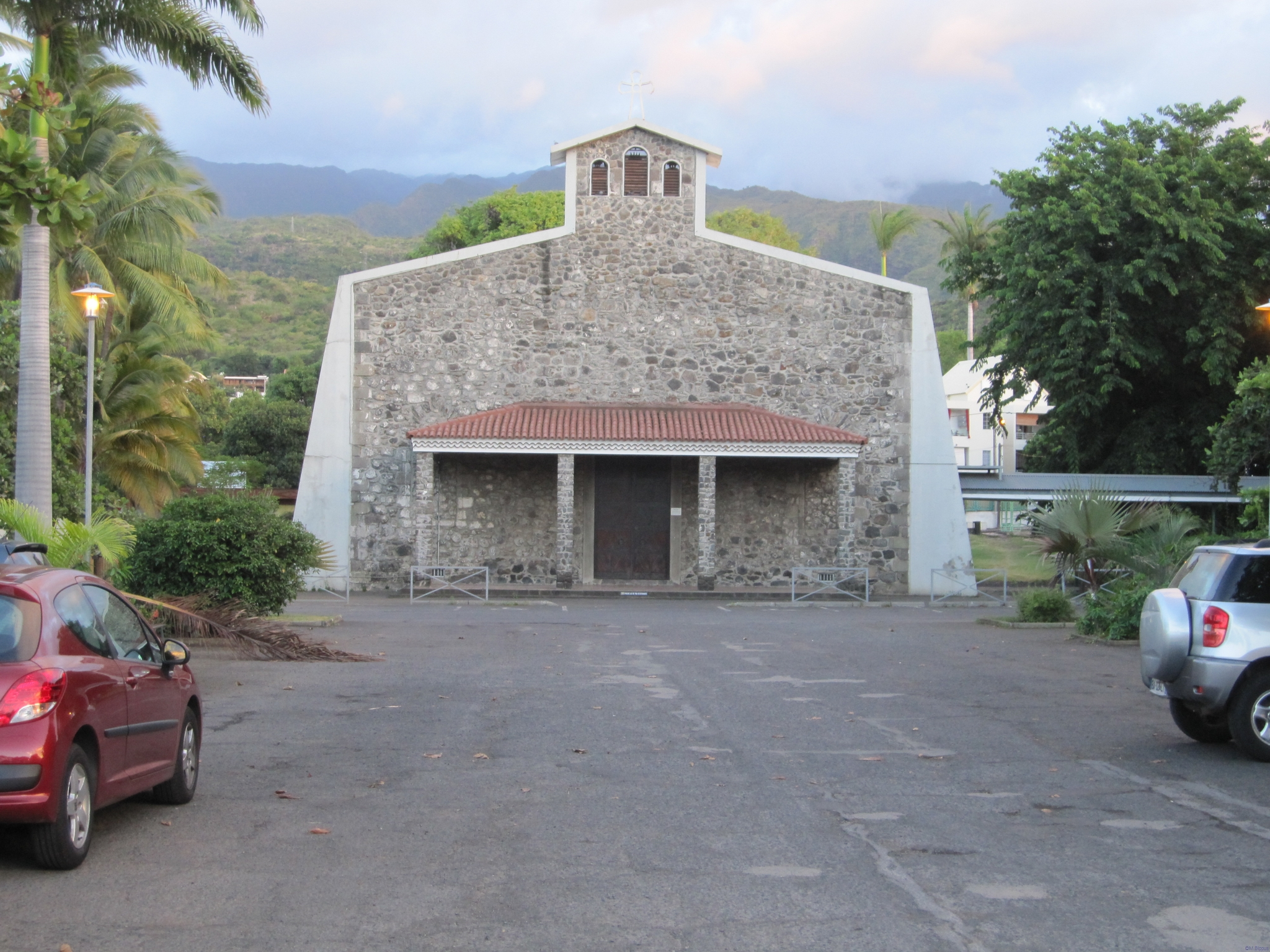
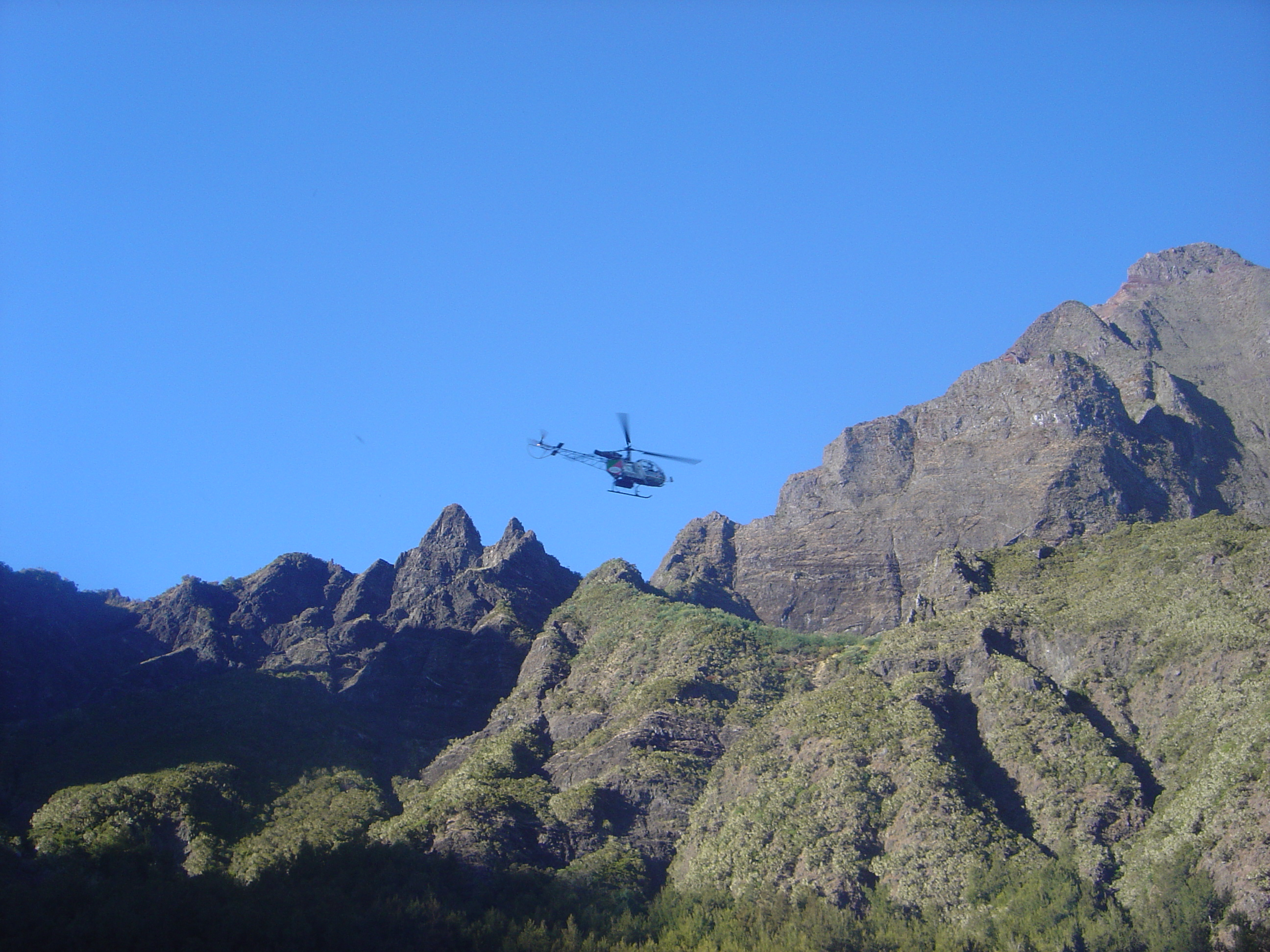